# زواج المثليين في موريلوس
أصبح زواج المثليين قانونيا في الولاية المكسيكية موريلوس في 5 يوليو 2016. أقر مشروع قانون لتعديل دستور الولاية الذي يقر زواج المثليين في الكونغرس في 18 مايو 2016 بأغلبية 20 صوتًا لصالح مقابل 6 أصوات ضد (20-6). صادقت أغلبية بلديات الولاية وأكدته في 27 يونيو 2016. تم نشر القانون في الجريدة الرسمية للولاية في 4 يوليو 2016، وبدأ الاعتراف بزواج المثليين في الولاية في اليوم التالي.

## تاريخ

### الاجراءات التشريعية
في موريلوس، اقترح حزب العمل المكسيكي مشاريع قوانين متعلقة بزواج المثليين وتبني المثليين للأطفال في منتصف عام 2010. تم رفض الاقتراح من قِبل حزب العمل الوطني في فبراير 2010. تم رفض مقترح لاحق أيضًا في مارس 2013. في 30 يوليو 2013، طلب «كولكتيفو إيكويداد أي بارتيسباسيون كومينيتاريا» (بالإسبانية: Colectivo Equidad y Participación Comunitaria)‏ من محكمة فيدرالية أن تصدر حكمًا لصالح زواج المثليين في موريلوس. أعلن حزب الثورة الديمقراطية في يوليو 2014 أن التصويت على زواج المثليين سيحدث في سبتمبر 2014. في 19 سبتمبر 2014، أطلقت منظمات المجتمع المدني بما في ذلك أعضاء مسيرة التنوع الجنسي في موريلوس (بالإسبانية: Marcha de la Diversidad Sexual en Morelos)‏ إجراءات عزل ضد أعضاء لجنة القضايا الدستورية لعدم اتباعها للمادة 54 من اللائحة الداخلية للكونغرس. أشار إجراء العزل إلى أن مبادرة زواج المثليين كانت موجودة في اللجنة لمدة 20 شهرًا، لكن اللجنة مطالبة قانونيًا بتقديم توصياتها وتحليلها إلى الكونغرس بالكامل خلال 60 يومًا.

### الإصلاح الدستوري

خريطة لكيفية تصويت كل بلدية خلال التعديل الدستوري للزواج لعام 2016
نعم
لا
امتنعت عن التصويت

في 27 يوليو 2015، قدم الحاكم غراكو راميريز مبادرة إلى الكونغرس لإصلاح القانون المدني والدستور للسماح بزواج المثليين في الولاية. كان اقتراح الحاكم راميريز هو إصلاح المادة 120 من دستور موريلوس والمواد 22 و 65 و 68 من قانون الأسرة لجعلها متماشية مع الفقه القانوني الذي وضعته محكمة العدل العليا في الأمة في 22 يونيو 2015، الذي حكم فيه بأن جميع حظر ولايات المكسيك على زواج المثليين غير دستوري.
في 18 مايو 2016، صوت كونغرس موريلوس في تصويت 20 صوتا لصالح مقابل 6 أصوات ضد للموافقة على التغيير الدستوري لتشريع زواج المثليين. يتطلب التغيير الدستوري تصديق ما لا يقل عن 17 من 33 بلدية في الولاية. توقعت الحكومة أن تنتهي عملية التصديق في غضون شهر. رحب الحاكم غراكو راميريز بالموافقة على مشروع القانون. كان أمام 33 بلدية حتى 25 يونيو 2016 للعمل على التغيير الدستوري. إذا لم يعملوا على التغيير، فسيتم الموافقة على الإصلاح في 29 يونيو «بموافقة بناءة» (صمت من السلطة فيما يتعلق بطلب الإصلاح من الكونغرس في هذه الحالة). في نهاية هذه العملية، صادقت 17 بلدية على التغيير الدستوري وصوتت 15 بلدية ضد التصديق، في حين مُنحت بلدية واحدة أسبوعًا إضافيًا، على الرغم من أن الغالبية الواضحة التي كانت في صالحها تعني أن زواج المثليين سيصبح قانونيًا في الولاية. وكانت البلديات التي صوتت لصالح الإصلاح كواوتلا، اميليانو زاباتا، هوتسيلاك، جانتيليكو، جيوتيبيك، بوينتي دي إكستلا، تيمكسكو، تيتيكالا، تلاكويلتينانغو، توتولابان، يوتيبيك دي سرقسطة ويكابيكستلا. بالإضافة إلى ذلك، لم تصوت كل من بلديات أكسوكيوبان، كويرنافاكا، مازاتيبك، تيبالسينغو وتلاياكابان (ما يعني «موافقة بناءة»). صوتت البلديات المتبقية ضد التغيير. تم نشر القانون ونشره في الجريدة الرسمية للولاية في 4 يوليو 2016. وقد دخل حيز التنفيذ في 5 يوليو. أوضحت وكالة التبني التابعة للولاية أن القانون يسمح للشركاء المثليين بالتبني بشكل مشترك؛ عملية التبني مفتوحة لجميع الأزواج في موريلوس.
في 29 أغسطس 2016، قدمت 17 بلدية في الولاية طعنًا دستوريًا أمام المحكمة العليا المكسيكية تطلب منها إلغاء إصلاح الزواج ليشمل الأزواج المثليين. وجادلوا بأن كونغرس موريلوس تصرف بشكل غير قانوني عندما صادق على الإصلاح. قالت اثنتان من البلديات (مازاتيبيك وتيبالتسينغو) إن تصويتهما تم التصديق عليه باعتباره «موافقة بناءة»، على الرغم من أنهما صوتا ضده. رفضت المحكمة العليا الطعن في 8 سبتمبر.
تنص المادة 120 من دستور موريلوس الآن على ما يلي:
- (بالإسبانية: El matrimonio es la unión voluntaria de dos personas، con igualdad de derechos y obligaciones، con el propósito de desarrollar una comunidad de vida y ayudarse mutuamente.)‏
- (باللغة العربية: الزواج هو اتحاد طوعي لشخصين، لهما حقوق وواجبات متساوية، بهدف تنمية حياة في إطار المساعدة المشتركة والمتبادلة.)

### الأوامر القضائية
في 28 آب/أغسطس 2013، تقدم زوجان مثليان بطلب للزواج في موريلوس من خلال أمر قضائي). في يناير 2014، تم منح الأمر الزجري من قاضي الدائرة الثانية في موريلوس، الذي أمر السجل المدني في زوتشيتيبك بمعالجة طلب الزواج. تزوج الزوجان في 17 مايو 2014. في يناير 2014، بدأ زوجان مثليان آخران هذه العملية وفي يوليو تم منحهما أمرا قضائيا للزواج. تم استئناف طلبهما، ولكن بعد خسارة الاستئناف، أجرى المسجل حفل زواج لأول زواج مثلي في مدينة سيوداد أيالا في 6 سبتمبر 2014. أعلن ماركيز إدغار أورتيغا، مدير جمعية «أتونسيون أ لا ديفرسيداد سيكسوال» (بالإسبانية: Atención a la Diversidad Sexual)‏، في حفل الزفاف أنه تم طلب ستة أوامر قضائية في موريلوس. في 29 أكتوبر 2014، تزوج زوجتان مثليتان في كويرنافاكا. تقدم الزوجان بطلب للحصول على أمر قضائي في المدينة، حيث رفض السجل المدني الاعتراف بزواجهما المثلي والسماح لهما بالطلاق.

## إحصاءات الزواج
من يوليو 2016 إلى مايو 2017، تم إجراء 150 حالة زواج المثليين في موريلوس.

## الرأي العام
وجد استطلاع للرأي عام 2017 أجرته مؤسسة مجلس الاتصالات الاستراتيجية أن 51% من سكان موريلوس يؤيدون زواج المثليين. كان 45% يعارضون ذلك.
وفقًا لمسح أجرته في عام 2018 أجراه المعهد الوطني للإحصاء والجغرافيا، عارض 38.5% من سكان موريلوس زواج المثليين.